# Maria Solveg-Matray
Maria Solveg-Matray o Maria Solveg, pseudonimo di Maria Matray (nata Maria Stern; Berlino, 14 luglio 1907 – Monaco di Baviera, 30 ottobre 1993), è stata un'attrice, sceneggiatrice e coreografa tedesca con cittadinanza statunitense.

## Biografia
Come attrice, fu attiva in campo teatrale e cinematografico. Per il cinema, partecipò - con il nome di Maria Solveg - ad una ventina di produzioni, tra l'inizio degli anni venti e l'inizio degli anni trenta. Come coreografa, fu attiva principalmente negli anni quaranta. Come autrice, fu attiva a partire dalla metà degli anni quaranta e lavorò per il teatro, per il cinema e - soprattutto - per la televisione, collaborando tra la metà degli anni cinquanta e la fine degli anni settanta con Answald Krüger (1919-1977) e firmando, tra cinema e televisione, circa una quarantina di diverse produzioni.
Era la nipote della scultrice Käthe Kollwitz (sorella della madre), sorella delle attrici Johanna Hofer e Regula Keller, della ballerina Katta Sterna, cognata dell'attore e regista Fritz Kortner (marito di Johanna Hofer) e fu la moglie del regista Ernst Matray. Vissuta negli Stati Uniti tra gli anni cinquanta e gli anni sessanta, acquisì anche la cittadinanza statunitense. A lei è intitolata la Maria-Matray-Straße di Berlino.

## Filmografia parziale

### Attrice
- Der letzte Deutschmeister (1923)
- Die wunderlichen Geschichten des Theodor Huber (1924)
- Das Geheimnis von St. Pauli (1926)
- Sünde am Weibe (1927)
- Die Lindenwirtin am Rhein (1927)
- Die Lindenwirtin am Rhein (1927)
- Der Meister von Nürnberg (1927)
- Die Ehe (1929)
- La voce del sangue (Vererbte Triebe: Der Kampf ums neue Geschlecht), regia di Gustav Ucicky (1929)
- Casa materna (Ich glaub' nie mehr an eine Frau), regia di Max Reichmann (1930)
- I cavalieri della montagna (Der Sohn der weißen Berge), regia di Mario Bonnard e Luis Trenker (1930)
- Zapfenstreich am Rhein (1930)
- Der Weg nach Rio (1931)
- Saltarello (1931)
- Elisabetta d'Austria (Elisabeth von Österreich), regia di Adolf Trotz (1931)
- Lügen auf Rügen (1932)
- Ein Mann mit Herz (1932)

### Sceneggiatrice

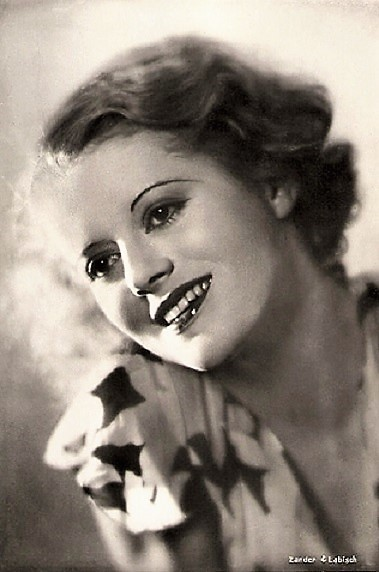
Maria Matray

- La morte ride alias Pugnale misterioso (Murder in the Music Hall, 1946)
- Abschiedsvorstellung - film TV (1955)
- Sissi, la favorita dello zar (Die schöne Lügnerin, 1959)
- Waldhausstraße 20 - film TV (1960)
- Die glücklichen Jahre der Thorwalds (1962)
- Das Kriminalmuseum - serie TV, 4 episodi (1963-1968)
- Ein langer Tag (1964)
- Die fünfte Kolonne - serie TV, 3 episodi (1964-1965)
- Der Fall Harry Domela - film TV (1965)
- Der Fall Klaus Fuchs - film TV (1965)
- Bernhard Lichtenberg - film TV (1965)
- Pitkä päivä - film TV (1966)
- Das Millionending - miniserie TV (1966)
- Affäre Dreyfuss - miniserie TV (1968)
- Der Senator - film TV (1968)
- Hotel Royal - film TV (1969)
- Maximilian von Mexiko - film TV (1970)
- Squadra speciale K1 - serie TV, 12 episodi (1972-1975)
- Wie starb Dag Hammerskjöld? - film TV (1975)
- Il commissario Köster (Der Alte) - serie TV, 1 episodio (1978)
- Auf Schusters Rappen - film TV (1981)
- Ein Winter auf Mallorca - film TV (1982)
- Im Schatten von gestern - film TV (1985)
- Gauner im Paradies - film TV (1986)
- Wie das Leben so spielt - film TV (1986)
- Jungbrunnen - film TV (1992)
- Die schönsten Geschichten mit Heinz Rühmann - film TV (1994)

## Opere letterarie

### Libri
- 1946: Murder in the Music Hall (con Arnold Philips)
- 1970: Der Tod der Kaiserin Elisabeth oder die Tat des Anarchisten Lucheni (con Answald Krüger)
- 1973: Die Liaison (con Answald Krüger)
- 1977: Die Liebenden (con Answald Krüger)
- 1986: Dreyfus, ein franz. Trauma
- 1993: Ein Spiel mit der Liebe
- 1994: Die jüngste von vier Schwestern

### Opere teatrali
- 1959: Farben und Lacke (con Answald Krüger)
- 1961: Die Abendgesellschaft (con Answald Krüger)
- 1963: Der Akrobat (con Answald Krüger)

## Coreografie[2]
- Florian (1940)
- Waterloo Bridge (1940)
- Dance, Girl, Dance (1940)
- Bitter Sweet (1940)
- The Chocolate Soldier (1941)
- Seven Sweethearts - Sieben junge Herzen (1942)
- White Cargo (1942)
- The Human Comedy - ...und das Leben geht weiter (1943)
- Presentin Lily Mars (1943)
- Higher and Higher (1943)
- Swing Fever (1943)
- Step Lively (1944)